# Винченцо Гонзага Дория
Вижте пояснителната страница за други личности с името Винченцо Гонзага.
Винченцо Гонзага Дория (на италиански: Vincenzo Gonzaga Doria, на испански: Vicente Gonzaga y Doria; * 1605, Гуастала, Херцогство Гуастала; † 1690 или 23 октомври 1694, Саламанка, Кралство Испания) от рода Гонзага (клон Гонзага ди Гуастала) е италиански аристократ, испански военен, губернатор на Галисия (1640 и 1652 – 1658), вицекрал на Валенсия (1663), вицекрал на Каталония (1663 – 1667) и вицекрал на Сицилия (1677 –  1678).

## Произход
Семейството му управлява в продължение на поколения стратегически важното Херцогство Мантуа, многократно оспорвано както от испанската, така и от френската монархия, и участва в многобройните и сложни италиански войни, които военно откриват XVII век, засягайки териториалните интереси и на Светия престол.
Той е вторият син на Феранте II Гонзага (* 1563, † 1630), херцог на Гуастала и херцог на Амалфи, и на съпругата му Витория Дория (* 1569, † 1618). Негови дядо и баба по бащина линия са Чезаре I Гонзага, граф на Гуастала, херцог на Амалфи, княз на Молфета и граф на Джовинацо, и Камила Боромео, а по майчина – адмирал Джовани Андреа I Дория, княз на Мелфи, маркиз на Турси и Ториля, и Дзенобия дел Карето. Има шест братя и шест сестри:
- Дзенобия (* 1588, † 1618), херцогиня на Теранова като съпруга на дон Джовани III д'Арагона Талявия;
- Чезаре II (* 1592; † 1632), 2-ри херцог на Гуастала, съпруг на Изабела Орсини;
- Франческо (* 1593; † 1643), военен, съпруг на Франческа;
- Филипо (* 1599, † 1616), религиозно лице;
- Джанетино (* 1601, † 1649), религиозно лице
- Карло (* 1602, † 1670), рицар на Ордена на Христовата кръв, съпруг на Мария Джиняки;
- Камила (* 1603, † 1609/1610)
- Изабела (* 1605, † 1631), монахиня с името „Анджела Луиджа“ в манастира „Анунциата“ в Гуастала;
- Артемизия (* 1608, † сл. 1628), монахиня в „Санта Мария дели Анджели“ в Болоня;
- Витория (* 1609, † 1689), монахиня с името „Анджела“ в манастира „Санта Мария дела Неве“ в Парма;
- Камила (* 1611, † 1612)
- Андреа († 1686), граф на Сан Паоло, съпруг на Лаура Криспиано от маркизите на Фузара;

## Биография

### Ранни години
След като прекарва детството и юношеството си главно в Гуастала, през лятото на 1622 г. Винченцо, заедно с по-големия си брат Франческо, отива в двора на краля на Испания Филип IV на служба на кралица Елизабета дьо Бурбон. Той е и благородник в камарата на крал Карлос II.

### В Милано
През следващите двадесет години той служи в Миланското херцогство, фокусирайки се върху възпирането на нарастващото френско военно присъствие западно от региона. Първоначално, до 1636 г., командва рота, а през втората половина на същата година е повишен в генерал-лейтенант на кавалерията. В началото на 1640 г. получава предложение да оглави испанската кавалерия, дислоцирана в района на Милано и подчинена на Неапол. През следващите години се утвърждава като ценен съветник на миланския губернатор, който многократно търси неговото мнение — например по въпроса за поддържане на укрепени постове в Пиемонт през 1642 г., както и за разрушаването на други испански укрепления, включително стратегическата крепост Рокета ди Виджевано в началото на 1646 г.
В знак на признание за неговата значима дейност губернаторът на Милано многократно отправя молби към мадридския двор за отпускане на възнаграждения в полза на Винченцо. Доверието към него е толкова голямо, че му са възлагани нееднократно деликатни дипломатически мисии до Испания – не само за да докладва за вътрешните проблеми на Миланската държава, но и, както в периода януари–май 1647 г., да представи лично проект за брак между херцога на Гуастала Феранте III, негов племенник, и Маргарита д'Есте, дъщеря на херцога на Модена. Този съюз е силно оспорван както от испанците, така и от самия Винченцо, тъй като фамилията Есте традиционно поддържа профренска позиция.
Присъствието му в Милано е документирано поне до 1657 г.

### В Испания
След окончателното си завръщане в Испания той се включва активно в кампанията за потушаване на португалското въстание, приключила на 13 февруари 1668 г. с признаването на независимостта на Португалия (Лисабонски договор).
Част е от най-близкия кръг на испанския кондотиер и политик Хуан Австрийски – архитектът на капитулацията на Барселона след Войната за разделение през 1652 г. Следователно изборът му за наместник на Короната в Княжество Галисия се радва на значителна подкрепа. Неговата водеща роля в двора се потвърждава чрез редица почетни отличия, сред които рицар на Военния орден на Калатрава и командир на Вилафранка. Освен това за един италианец изключително престижни са и административните постове, които той заема – в управлението на Галисия, Кастилия и особено Каталония, където служи като вицекрал от 1663 до 1667 г. Към тях се добавя и назначаването му за съветник във Върховния военен съвет, Държавния съвет на Италия и Съвета на Индиите.
На 17 ноември 1663 г. е назначен за вицекрал на Каталония за 3 години. Пълномощията му за назначение включват и инвеститурата му като генерал-капитан на провинцията, която се състои на 12 февруари 1664 г. и впоследствие е удължена, когато след смъртта на Филип IV управлението на Испания е под регентството на Мариана Австрийска поради малолетието на младия Карлос II. Неговият вицекралски мандат приключва на 28 май 1667 г.
През 1663 г. е назначен е вицекрал на Валенсия, но не встъпва в длъжност.

### Наследството на Херцогство Гуастала
Въпреки ангажиментите си към испанската монархия и Свещената Римска империя, където е таен съветник на император Леополд I и главен иконом на императрица Елеонора Мадалена Гонзага-Невер (1676 г.), Винченцо поддържа живи връзки с родното си семейство. Чрез мрежата от влияния, изградена около испанския двор, той многократно се опитва да насочи събитията в Херцогство Гуастала. Именно с оглед на тази подкрепа, през 1647 г. той безуспешно се опитва да разубеди племенника си Феранте III от брака с Маргарита д’Есте — дъщеря на профренско настроения херцог на Модена Алфонсо III. Опасенията му се оправдават: въпреки официалната неутралност на Феранте III в конфликта между Франция и Испания, през следващата година императорът отнема инвеститурата върху земите на Луцара и Реджоло от Гонзага ди Гуастала и я прехвърля на херцога на Мантуа. Тези територии първоначално са дадени на брат му Чезаре II Гонзага като компенсация след разграбването на Мантуа през 1630 г. Неуспехът на Гуастала да предаде тези земи се превръща в устойчив източник на напрежение между двете херцогства. Самият Феранте III многократно търси посредничеството на Винченцо Гонзага в испанския двор.
Заради липсата на мъжки наследник от страна на херцога на Гуастала решението изглежда е намерено през 1671 г., когато херцогът на Мантуа, Фердинандо Карло Гозага-Невер, се жени за първородната дъщеря на Феранте III – Анна Изабела, която, след смъртта на баща си, би трябвало да даде цялото Херцогство Гуастала като зестра. Макар да е одобрено от император Леополд I, това развитие не задоволява тримата други претенденти от рода Гонзага: братът на Феранте III – Веспазиано Винченцо, граф на Паредес де Нава, братовчед им Винченцо, граф на Сан Паоло, както и самият Винченцо Гонзага, техен чичо. С цел да подкрепи интересите на най-близкия си племенник Веспазиано Винченцо, Винченцо Гонзага се заема да елиминира кандидатурата на племенника си Винченцо. През 1672 г., когато последният овдовява и остава без наследници, Винченцо се отказва в негова полза от абатство Лучедио в Монферат – традиционна църковна привилегия на рода Гонзага. Така графът на Сан Паоло може да се посвети на религиозен живот и да се отдаде на обещаваща духовна кариера, като по този начин отпадне от борбата за наследство.
През периода между април 1675 г. и юли 1677 г. Винченцо Гонзага усилено защитава каузата на племенника си Веспазиано Винченцо пред мадридския и виенския двор, настоявайки той да наследи Херцогство Гуастала. Усилията му обаче се оказват безуспешни. През 1677 г., вследствие на тежко заболяване на Феранте III, Винченцо е принуден да се върне в Гуастала, решен да предотврати евентуален военен преврат от страна на херцога на Мантуа, който още преди смъртта на тъста си планира да изпрати гарнизон в града. Въпреки личното присъствие и авторитета си Винченцо Гонзага не успява да промени съдбата на наследството – Феранте III умира на 11 януари 1678 г., оставяйки пътя свободен за Фердинандо Карло Гонзага-Невер. След това Винченцо продължава опитите си да оспори това наследяване, като изпраща протестни писма до губернатора на Милано и до мантуанския посланик Пиер Мария Рангони. Единствената утеха остава фактът, че в Испания титлата „херцог на Гуастала“ продължава известно време да се приписва на Веспазиано Винченцо, макар и без никакво юридическо основание.

### Вицекрал на Сицилия
На 21 ноември 1677 г. Винченцо е назначен за вицекрал на Сицилия. Той наследява длъжността от кардинал Л. Фернандес де Портокареро. Назначаването му идва в критичен момент – Месинското въстание, подстрекавано от Франция, продължава вече четири години, а Испания е решена да не отлага повече повторното завладяване и подчинение на града. Изборът на човек над 70 г. и в неособено добро здравословно състояние за толкова тежка задача предизвиква различни интерпретации. Според някои предложението идва от дон Хуан Хосе Австрийски, който лично познава Винченцо и е впечатлен от военните му умения, доказани в кампанията срещу Португалия. Свидетелства сочат, че Винченцо е уважаван заради своя ум, опит и способности. Според други амбицията и известната двусмисленост на характера му също изиграват роля.
След като напуска Гуастала на 25 януари 1678 г., той пристига в Палермо на 3 март и в Месина на 25 март, придружен от галери, пехота и боеприпаси, предоставени от Неапол. Месина, изоставена от компрометираните с революцията заедно с французите, прави опити да получи обща амнистия чрез декларации на вярност към испанската монархия. Винченцо приема, че най-важната задача е да възстанови връзката и лоялността към Испания. На 29 март той одобрява амнистията и връща конфискуваното имущество на онези, които не са напуснали града, докато се стреми да овладее напрежението сред войниците, недоволни от забавените заплати и склонни да се държат като окупационни сили.
Следвайки волята на краля и Държавния съвет, които настояват за премахване на прекомерните привилегии на Месина – град, свикнал да се държи като самостоятелна република – Винченцо предприема твърди административни реформи. Градските длъжности вече се определят с кралско назначение, сенаторите са сменени с доказано лоялни към короната личности, съдебната власт е пренаредена, включително Стратигоциалния съд. Той възлага управлението на зърнения фонд на специална комисия, заменя монетите с изображението на Луи XIV със сечени с облика на испанския крал и връща контрола над селищата в околността на пряко подчинение към короната.
Този по-умерен подход провокира критики от страна на испанските съветници, чиновници и военни – обвинения за бавност, нерешителност, прекомерна самостоятелност спрямо Мадрид, позволяване на града да запази титли (особено „Сенат“) и назначаване на компрометирани фигури. Подготовката за смяната на Винченцо става неизбежна и е окончателно решена в началото на септември 1678 г., главно под натиск от Съвета на Италия, използвайки повод от спор относно прерогативите на великия канцлер на Месинския университет.
Основната грешка на Винченцо като вицекрал на Сицилия се крие не толкова в политическите му позиции, колкото в начина на комуникация с централната власт. Той се забавя прекалено дълго с детайлното информиране на мадридското правителство относно предприетите действия и обстановката на място, като така оставя пространство за критики от страна на неговите опоненти. Тази слабост – в съчетание с известна нерешителност, обяснима с напредналата му възраст – се оказва решаваща за неговото отстраняване, а не предполагаемото му съюзничество със сицилианските чиновници срещу испанските, целящо запазване на местни привилегии.
Допълнително утежняващ фактор е и липсата на средства за заплащане на армията и реорганизация на укрепленията. Винченцо предлага проект за изграждане на нова цитадела и частично разрушаване на съществуващите бастиони с цел ефективен контрол над Месина, но реализацията му се проваля поради невъзможност за осигуряване на необходимите ресурси както от Патримониума на Сицилия, така и от продажбата на конфискувани имоти, чиито приходи са незначителни въпреки усилията на съветника Родриго Кинтана.
През септември 1678 г., предусещайки предстоящото си освобождаване, Винченцо адресира писма към краля, в които защитава управленската си философия. Той подчертава, че устойчивостта на кралства се гради върху доверието на поданиците, като предлага умерени формални отстъпки и ограничаване на допълнителни разходи, особено предвид належащите укрепителни дейности. Скоро след това пристига официалната новина за неговия приемник – граф Сантистебан.
Той напуска Сицилия чак през декември 1678 г. Последните му действия съответстват на предишната му политика, с изключение на наложените нови данъци за армията, въпреки че се въздържа от облагане на стоки от първа необходимост, както и издаването на прокламация за конфискация на имуществото на бунтовниците от Месина (4 октомври 1678 г.).
Макар съвременниците му да определят поведението му като „жалко“, по-късната историография го преценява като по-дълбоко и стратегическо. Възможно е той да е прозрял, че Месинската революция, независимо от чуждестранните намеси, всъщност е симптом за по-дълбоко недоволство, което в идните десетилетия ще доведе до загуби за Испанската империя. Без да противоречи директно, но в разрез с партикуларистичните виждания на част от своите сътрудници, той се стреми да възстанови икономическата стабилност и просперитет на града като гаранция за спокойствието в целия регион.

### Последни години
В началото на 1679 г. Винченцо се завръща в Мадрид, където е назначен за държавен съветник, а от 1680 г. – за председател на Съвета на Индиите, запазвайки ръководството на Съвета на Италия. Въпреки новите ангажименти той продължава да се интересува от делата на Херцогство Гуастала, осигурявайки испанска подкрепа за представителя на Веспазиано Винченцо Гонзага във Виена през май–юни 1680 г. След неговата смърт, с положителен резултат, Винченцо Гонзага подкрепя исканията на новия претендент Винченцо Гонзага. Междувременно, на 30 юни 1679 г., последният се жени за втората дъщеря на починалия херцог Феранте III, негов братовчед. Този брак, съчетан с липсата на преки наследници от страна на херцог Фердинандо Карло Гонзага-Невер, херцог на Мантуа и Монферат и временно управляващ Херцогство Гуастала, и неговата неразумна профренска политика, създава благоприятни условия за претендента Винченцо. На 4 май 1692 г. той получава имперска легитимност върху владението на Херцогство Гуастала, в ущърб на претенциите на херцога на Мантуа. Това представлява последното голямо политическо и лично удовлетворение за Гонзага.
Няколко месеца по-рано той вече е взел решението да се оттегли от активната обществена дейност и да прекара остатъка от живота си в капуцинския манастир в Саламанка. Тази стъпка, съчетана с други обстоятелства, като притежанието на абатство Лучедио до 1672 г., липсата на сведения за брак и потомство, както и дълбоката му религиозност, подсказва, че той може би е дал някакъв обет в хода на живота си, свързан с отказ от пълна отдаденост на религиозния живот. Макар да не е могъл да спази този обет напълно заради ангажиментите си, той го осъществява в последните си години, когато вече 90-годишен решава да се пенсионира в монашеско уединение. Умира в манастира в Саламанка на 23 ноември 1694 г.